# Peinture (art)
Pour les articles homonymes, voir Peinture.

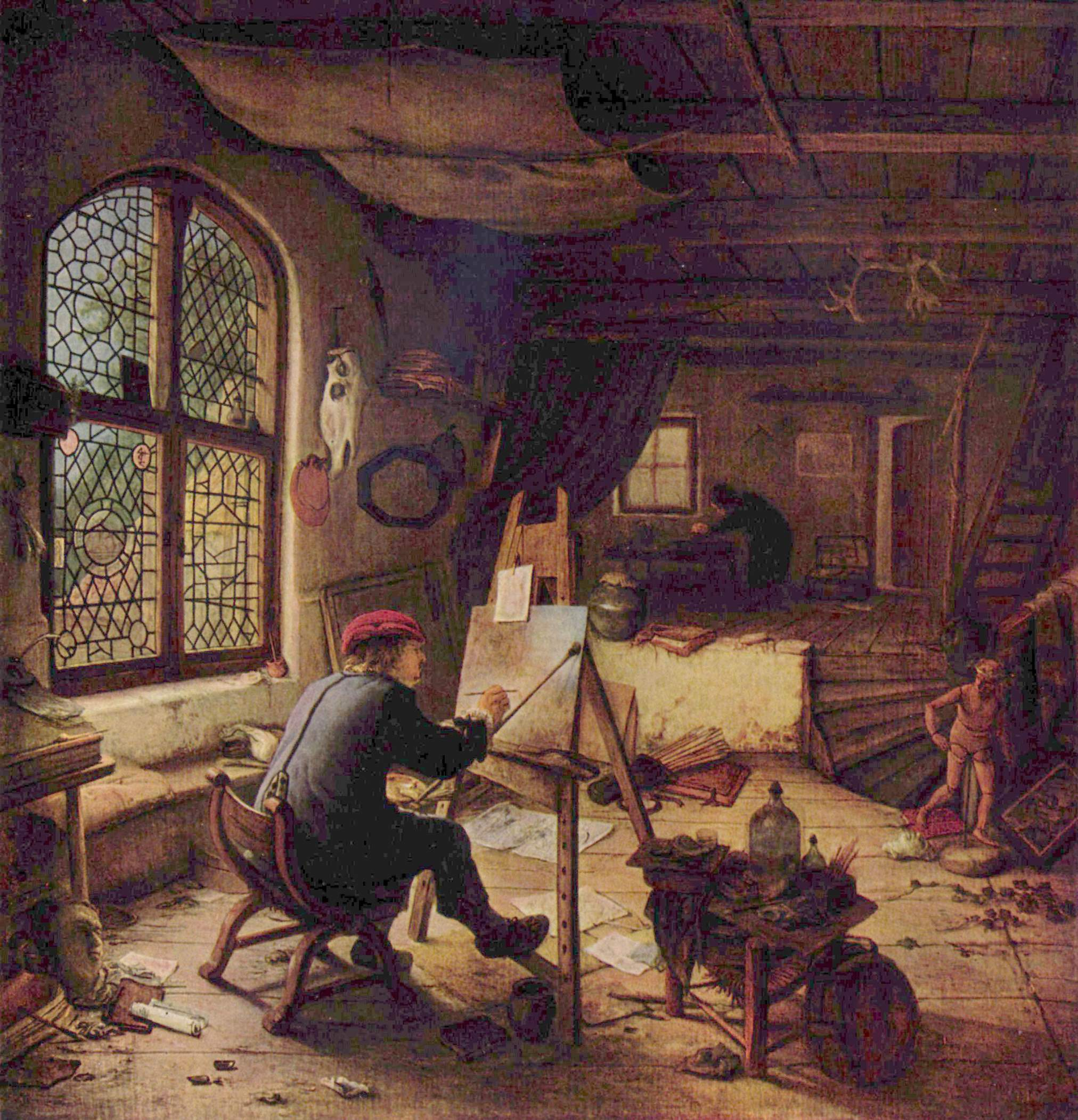
Adriaen van Ostade (1610–1685), Der Maler in seiner Werkstatt (Le Peintre dans son atelier), 1663.

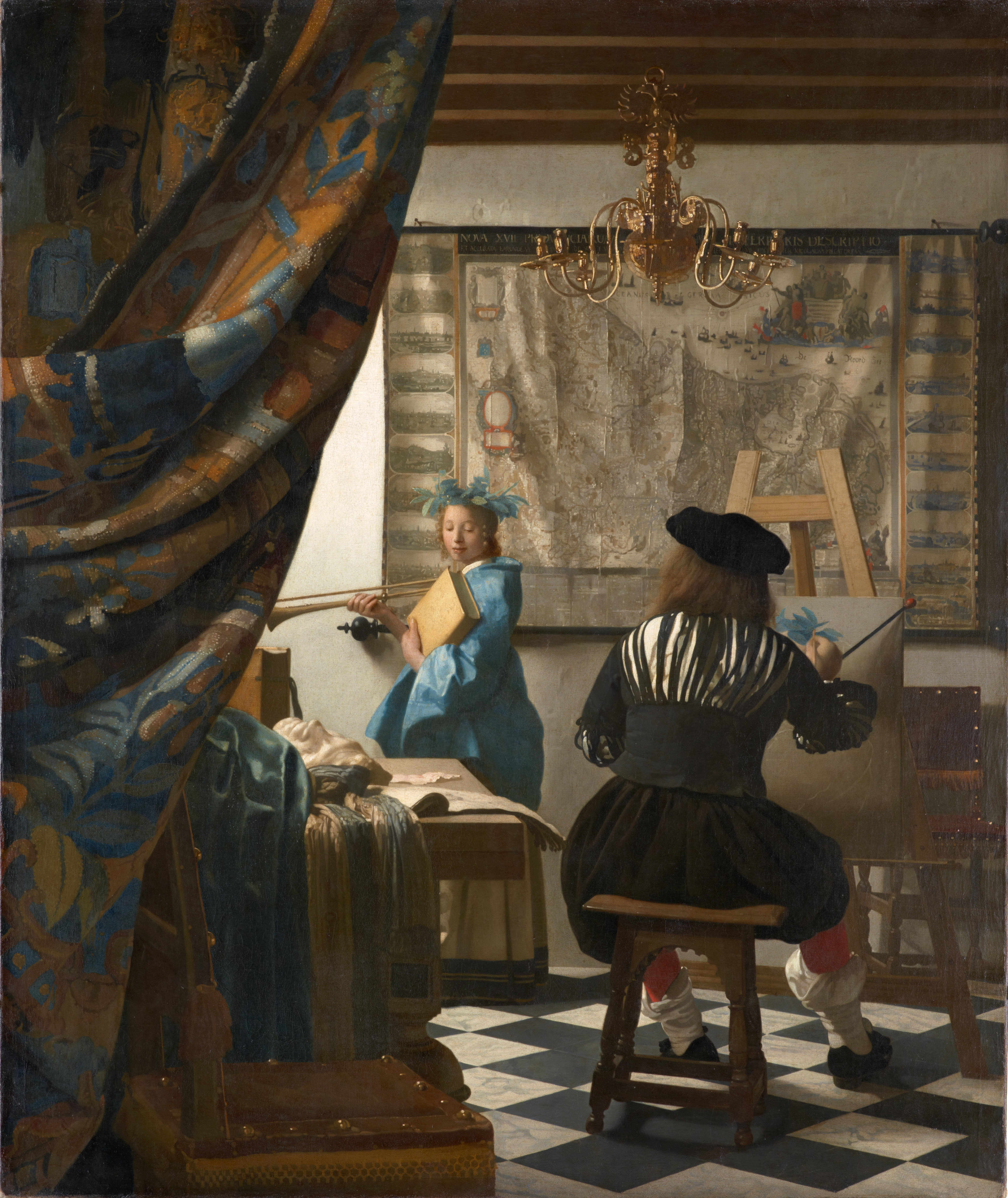
L'Art de la peinture (vers 1666) par Vermeer.

La peinture est une forme artistique dont les diverses techniques consistent à appliquer manuellement ou mécaniquement, sur une surface, des couleurs sous forme de pigments mélangés à un liant ou un diluant. Les artistes peintres s'expriment sur des supports tels que la toile, le papier, le bois, etc.
Ouvrage de représentation ou d'invention, la peinture peut être naturaliste et figurative, ou abstraite. Elle peut avoir un contenu narratif, descriptif, symbolique, spirituel ou philosophique.

## Histoire
Les premières peintures connues sont les peintures rupestres. On trouve des peintures rupestres partout dans le monde : en Afrique, en Eurasie, en Australie, comme sur le continent américain - y compris en Océanie. Les plus anciennes du monde, celle de Leang Bulu’ Sipong 4 (en) (Célèbes, Indonésie) ont été datées de 44 000 ans. Les plus anciennes d'Europe datent d'environ quarante à trente mille ans avant notre ère et se trouvent dans la grotte d'El Castillo (Espagne, art non figuratif daté de 40 800 ans) et dans la grotte Chauvet (France, art figuratif daté de 32 000 ans),.
Dessinées avec de l'ocre rouge et un colorant noir, elles sont parfois gravées et représentent surtout des animaux, notamment des chevaux, des rhinocéros, des lions, des buffles et des hommes.

Dans les cultures occidentales, la tempera, la peinture à l'huile et l'aquarelle sont les médiums les plus connus, avec des traditions riches et complexes dans le choix des modèles et des thèmes. Dans les pays orientaux, c'est l'encre noire ou colorée qui a toujours prédominé.

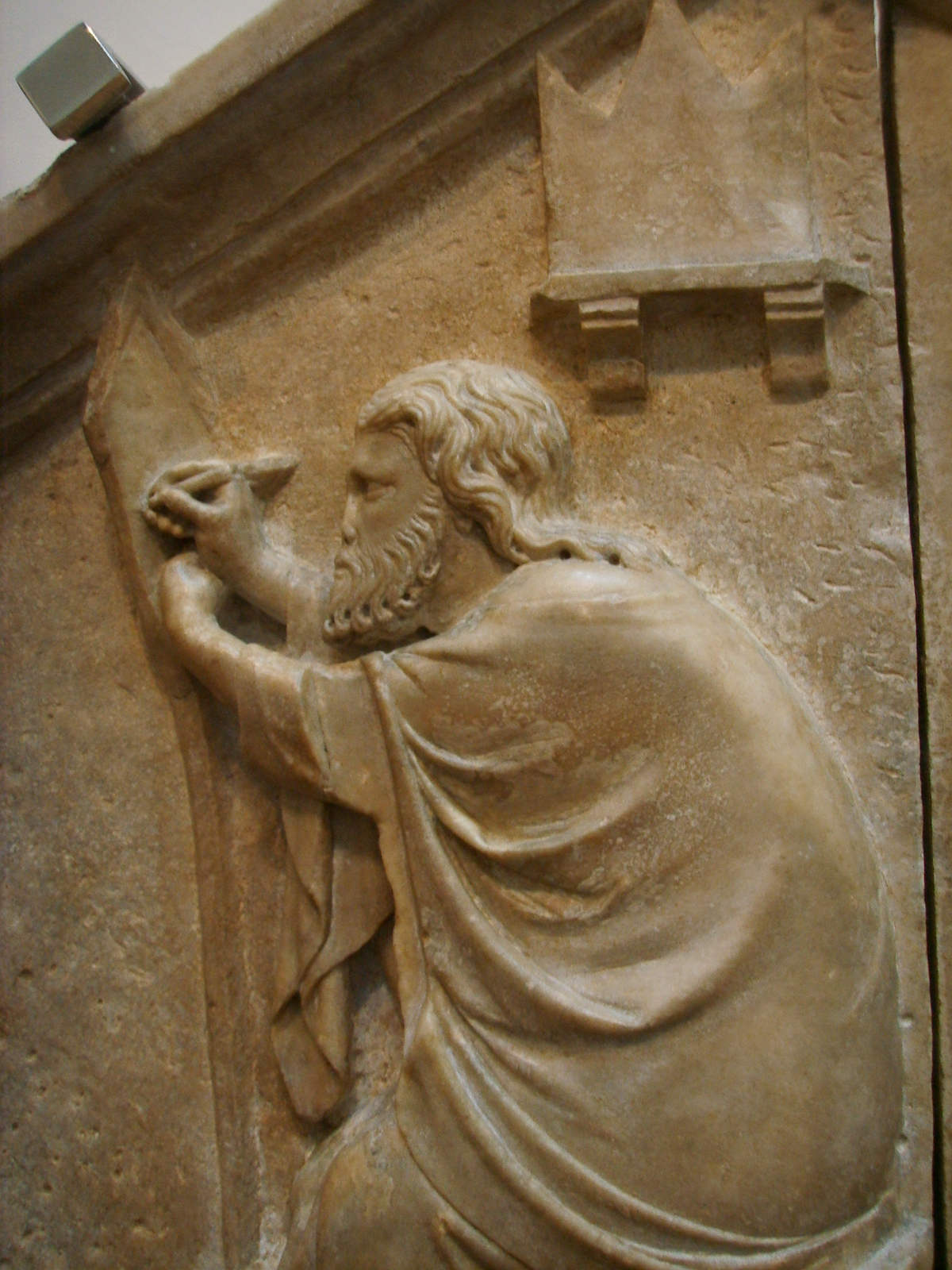
Apelle ou l'art de la peinture (détail), œuvre du sculpteur italien Nino Pisano provenant du Campanile de Giotto (original exposé au musée de l'Œuvre).

À partir de la fin du XIXe siècle sont apparus de nouveaux mouvements artistiques comme l'impressionnisme, le postimpressionnisme, le fauvisme, l'expressionnisme, le cubisme et le dadaïsme, qui ont profondément changé la perception du monde héritée de la Renaissance.
L'art moderne et contemporain marquent donc une évolution de la peinture.

## Techniques picturales

### Intensité (ou valeur)
Chaque point dans l'espace a une intensité différente des autres points qui peut être représentée en peignant en noir ou en blanc, en passant par toutes les nuances de gris. Dans la pratique, les peintres peuvent représenter des formes en juxtaposant des surfaces d'intensités différentes.

### Couleurs
La couleur et la tonalité sont l'essence même de la peinture, comme le sont la hauteur et le rythme pour la musique. La couleur est fortement subjective, et a des effets psychologiques et des significations symboliques qui peuvent différer d'une culture à l'autre : le noir est associé au deuil dans les pays occidentaux, alors qu'en Asie, c'est le blanc. Quelques peintres, théoriciens, auteurs et scientifiques, comme Goethe, Kandinsky ou Newton, ont écrit leur propre théorie de la couleur. Dans le langage, le mot désignant une couleur englobe bien souvent des couleurs et des tonalités différentes. Ainsi, le mot « rouge » peut couvrir un large éventail de couleurs. Il n'y a pas un registre formel des différentes couleurs, comme c'est le cas pour les notes de musique, même si le système Pantone est couramment employé dans l'imprimerie ou l'industrie graphique.
Pour un peintre, la couleur n'est pas simplement divisée en couleurs primaires et complémentaires (comme le rouge, le bleu, le vert, le brun, etc). En effet, il utilise des pigments lui permettant d'obtenir de grandes variétés de couleurs. Par exemple, le «bleu» pour un peintre, peut être le cyan, l'indigo, le bleu de cobalt, le bleu marine, etc.

### Rythme
Le rythme est aussi important dans la peinture que dans la musique. Le rythme est une pause dans un ensemble qui permet à la force créatrice d'intervenir et d'ajouter de nouveaux éléments, une forme, une mélodie, une coloration.

## Esthétique et théorie en peinture

L'Annonciation de Léonard de Vinci au musée des Offices de Florence (1473-1475).

L'esthétique a tenté d'être la « science de la beauté », et elle était une question importante pour des philosophes des XVIIIe et XIXe siècles comme Kant ou Hegel. Les philosophes classiques comme Platon et Aristote ont également théorisé sur l'art et la peinture en particulier. Platon avait tendance à négliger les peintres, et également les sculpteurs, dans son approche philosophique. Il considérait que la peinture ne pouvait pas représenter la Vérité, mais seulement une copie de la réalité et qu'il s'agissait d'un simple métier, comme la cordonnerie ou la ferronnerie. Au contraire, Léonard de Vinci estimait que « la peinture est une chose intellectuelle » (la pittura è cosa mentale). Kant distinguait la beauté et la sublimation, en privilégiant clairement cette dernière. Même si cette approche ne visait pas la peinture en particulier, elle a été reprise par des peintres comme Turner ou Caspar David Friedrich.
Hegel a, quant à lui, reconnu l'impossibilité d'atteindre le concept de la beauté universelle et, dans son essai Leçons sur l'esthétique, il a écrit que la peinture est l'un des trois arts romantiques, avec la poésie et la musique, en raison de son rôle symbolique et sa dimension intellectuelle.
Parmi les peintres qui ont écrit des travaux théoriques sur la peinture, il faut citer tout d'abord Léonard de Vinci (trattato della pittura), Eugène Delacroix et, au XXe siècle, Salvador Dalí, Paul Klee, Vassili Kandinsky. Ce dernier estimait que la peinture avait une valeur spirituelle, et il rattachait les couleurs primaires aux sentiments ou concepts essentiels.
L'iconographie s'est également attachée à théoriser la peinture. Cette discipline analyse les symboles visuels dans leur dimension culturelle, religieuse, sociale et philosophique pour parvenir à une meilleure compréhension des œuvres d'art.

## Mouvements et styles
Les mouvements en peinture désignent des approches techniques ou visuelles communes à différents artistes. Un artiste peintre peut s'inscrire dans un mouvement, soit parce qu'il s'y est consciemment impliqué (Nabis, Dada), soit parce que des historiens d'art l'ont placé dans cette catégorie (Romantisme, Expressionnisme).

## Principaux thèmes

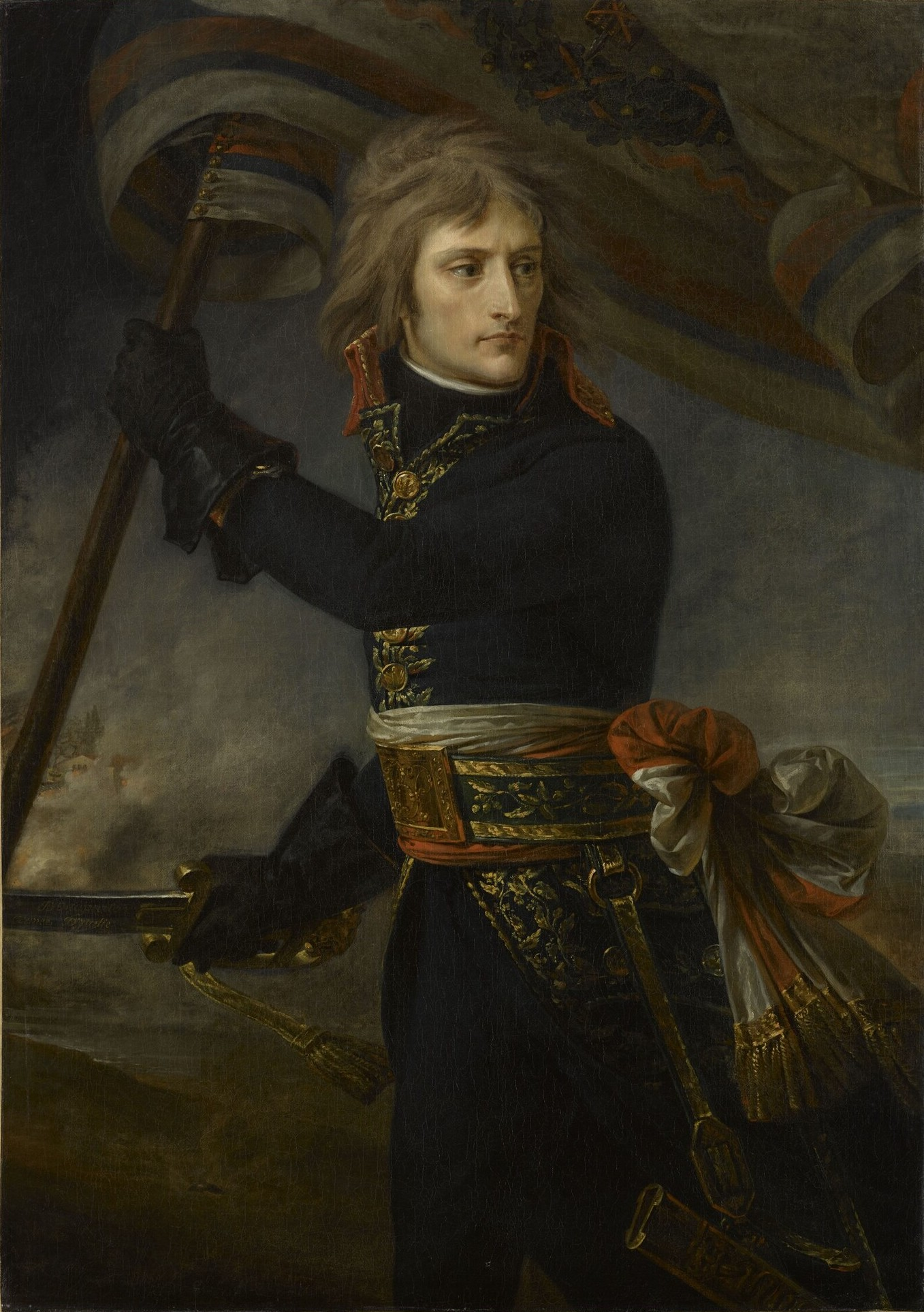
Antoine-Jean Gros, Bonaparte au pont d'Arcole, 1801, huile sur toile.

En peinture, comme dans d'autres formes artistiques, il existe des thèmes récurrents. Le traitement par les peintres de ces thèmes fut longtemps dépendant de la hiérarchie des genres imposée par l'Académie royale de peinture et de sculpture.
- Le portrait et l'autoportrait
- La nature morte et les vanités
- Le nu
- La peinture animalière
- Le paysage
- Les marines
- La peinture d'histoire
- La scène de genre
- La peinture religieuse
- La peinture mythologique ou peinture profane

## La copie ou reproduction de tableau
Au Moyen Âge, les peintres reproduisaient souvent des œuvres d'artistes antérieurs. La répétition, par la copie des mêmes motifs, a donné aux œuvres de cette époque un caractère collectif qui dura jusqu'au XVe siècle. Par la suite, les artistes peintres se mirent à reproduire la nature, la copie ne servant plus qu'à l'enseignement de l'art pictural. Elle fut également utilisée par les apprentis afin de reproduire des œuvres sous l'égide de leur maître qui pouvait ainsi les signer de son propre nom.

## Types de peintures

### Par médium artistique
- L'aquarelle
- Les encres colorées
- La gouache
- L'acrylique

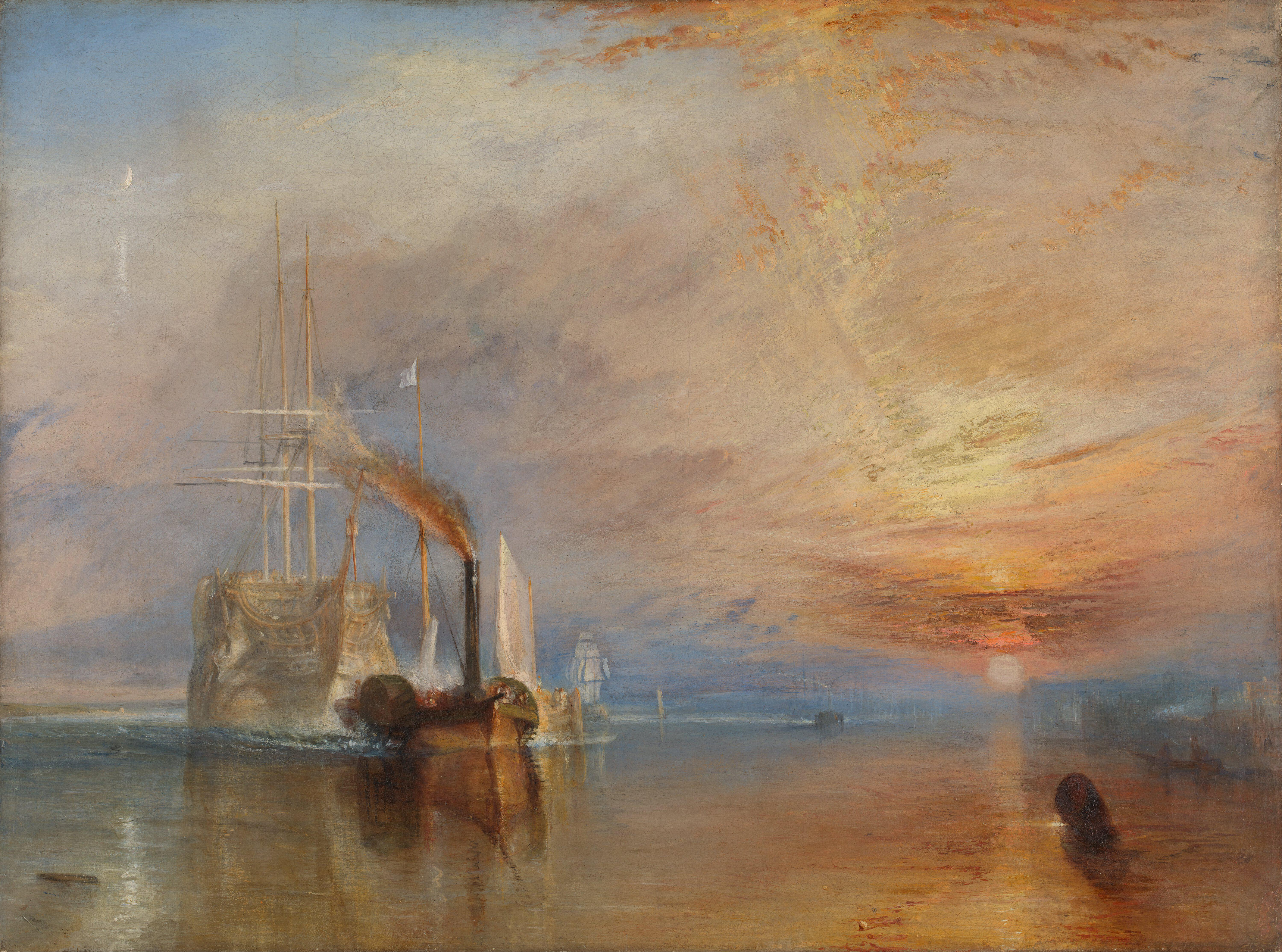
Le dernier Voyage du Téméraire (1838) par Turner, huile sur toile.

- La peinture à la colle et la détrempe
- La peinture à l'huile
- Le pastel en bâtonnets ou crayons
- Les crayons de couleur et crayons aquarellables
- La tempera
- La cerra-colla à base de cire
- L'encaustique ou peinture à la cire

### Par techniques et procédés picturaux
- Le collage (Pablo Picasso, Georges Braque)
- Le sumi-e, peinture japonaise à l'encre (sumi)
- La peinture alla prima : en une seule couche et une seule séance
- Les projections (splashing) : consiste à projeter la peinture à distance sur la toile comme le dripping ou action painting (all-over de Jackson Pollock)
- La peinture à la brosse : on met de la peinture sur un pinceau brosse, un chiffon et on le frotte sur un support afin de perdre une partie de la peinture, quand on peindra ensuite, on aura un effet évanescent de la couleur.
- La fresque ou a fresco : peinture à la chaux sur un mur
- Le monochrome (Yves Klein, Pierre Soulages)
- La grisaille et le camaïeu
- La peinture en glacis ou peinture transparente
- La peinture par aplats lorsque les champs colorés sont uniformes
- La peinture liquide (pours ou pouring en anglais) : peinture fluidifiée à l'aide de médium ou d'eau et qui permet d'avoir des effets de coulures
- Le sgraffito ou peinture par grattage ou scarifications : consiste à l'aide d'un outil abrasif, coupant à prélever de la matière, du médium et de mettre au jour les couches inférieures, voire le support même, qui peut être ainsi même attaqué, troué.
- L'enluminure ou miniature (encre sur papier ou parchemin)
- La calligraphie
- Les techniques mixtes ; lorsque plusieurs médiums sont mélangées sur le même support (acrylique et huile, aquarelle et pastel, etc.)

### Par outils
Les peintres utilisent pour étendre les couleurs sur les différents supports à peindre des outils spéciaux, de fabrication industrielle ou artisanale, voire aussi tout simplement leurs doigts et/ou leurs corps, des tissus ou n'importe quel objet qui leur tombe sous la main.
- La peinture au couteau
- La peinture en bombe aérosol ou  Spray de peinture voire la peinture au pistolet, l'aérographe
- Le pochoir et la peinture par empreinte (Yves Klein)

### Par support
La peinture peut être appliquée sur une multitude de supports et matières :
- La peinture murale (fresque, art pariétal)
- La peinture sur bois (du Moyen Âge à la Renaissance, plus rarement aujourd'hui)
- La peinture sur toile (généralement huile et acrylique)
- La peinture sur papier, papyrus, carton : pour les techniques aqueuses (aquarelle, acrylique, gouache) et techniques sèches (pastel, crayons de couleur)
- La peinture sur verre
- Le Body-painting ou peinture corporelle, sur la peau
- La peinture sur métal (aluminium, cuivre, etc.)
- La peinture sur porcelaine
- La peinture sur tissu et peinture sur soie (batik, ukiyo-e)
- Le fixé sous verre ou éludorique